# Norton Conyers
Norton Conyers – civil parish w Anglii, w North Yorkshire, w dystrykcie (unitary authority) North Yorkshire. W 2001 civil parish liczyła 27 mieszkańców. Norton Conyers jest wspomniana w Domesday Book (1086) jako Norton/Nortone.